# Global Spirit Tour
Il Global Spirit Tour è stato un tour mondiale del gruppo musicale inglese dei Depeche Mode, a supporto del loro quattordicesimo album in studio, Spirit. 
È l'ultimo tour della band intrapreso con Andy Fletcher.

## Scaletta
1. "Going Backwards"
2. "So Much Love" / "Policy of Truth" / "It's No Good"
3. "Barrel of a Gun"
4. "A Pain That I'm Used To" (Jacques Lu Cont's remix)
5. "Corrupt" / "Useless"
6. "In Your Room"
7. "World in My Eyes"
8. "Cover Me"
9. "A Question of Lust" / "Judas" / "Shake the Disease" / "Insight" / "Strangelove" / "Sister Of Night" / "Home" eseguite da Martin Gore
10. "Home" / "A Question of Lust" eseguite da Martin Gore
11. "Poison Heart" / "Policy Of Truth" / "Precious"
12. "Where's the Revolution"
13. "Wrong"
14. "Everything Counts"
15. "Stripped" / "Black Celebration"
16. "Enjoy the Silence"
17. "Never Let Me Down Again"
18. "Somebody" / "Strangelove" / "Judas" / "Shake The Disease" / "But Not Tonight" eseguite da Martin Gore
19. "Walking in My Shoes"
20. "Heroes" (David Bowie cover) / "Black Celebration" / "Policy Of Truth"
21. "I Feel You"
22. "Personal Jesus"
23. "Just Can't Get Enough"

## Musicisti

### Depeche Mode
- Dave Gahan - voce
- Martin Gore - voce (Judas, A Question of Lust, Home, Shake the Disease, Somebody, Strangelove, Insight, Sister of Night), seconda voce (Never Let Me Down Again), cori, chitarra, sintetizzatori
- Andrew Fletcher - sintetizzatori

### Altri musicisti
- Christian Eigner - batteria (eccetto A Question of Lust, Shake the Disease, Somebody, Strangelove, Insight, Sister of Night)
- Peter Gordeno - cori, sintetizzatori, pianoforte (A Question of Lust, Shake the Disease, Somebody, Strangelove, Insight, Sister of Night), basso (A Pain That I'm Used To, Heroes, Useless)

## Artisti d'apertura
La seguente lista rappresenta il numero correlato agli artisti d'apertura nella tabella delle date del tour.
- The Raveonettes = 1
- F.O.X. = 2
- The Horrors = 3
- Algiers = 4
- Maya Jane Cole = 5
- Warpaint = 6
- Re-TROS = 7
- Pumarosa = 8
- EMA = 9
- Black Line = 10
- Rey Pila = 11
- Estados Alterados = 12
- Cementerio Inocentes = 13
- Matías Aguayo & The Desdemonas = 14
- Juana Molina = 15
- Gui Boratto = 16
- Black Rebel Motorcycle Club = 17
- Marlene Kuntz = 18
- D.A.F. = 19

## Date del tour
| 2.470.918 / 2.542.538 (97.18%) |
| ------------------------------ |

| $199.581.441 |
| ------------ |

## Festival
| Data           | Città                  | Stato       | Luogo                     | Artisti d'apertura | Festival                       |
| Europa         | Europa                 | Europa      | Europa                    | Europa             | Europa                         |
| -------------- | ---------------------- | ----------- | ------------------------- | ------------------ | ------------------------------ |
| 6 luglio 2017  | Bilbao                 | Spagna      | Monte Cobetas             | N.D.               | Bilbao BBK Live                |
| 8 luglio 2017  | Oeiras                 | Portogallo  | Passeio Marítimo de Algés | N.D.               | NOS Alive                      |
| 23 giugno 2018 | Newport                | Regno Unito | Isola di Wight            | N.D.               | Festival dell'Isola di Wight   |
| 26 giugno 2018 | Sopron                 | Ungheria    | N.D.                      | N.D.               | Volt Festival                  |
| 28 giugno 2018 | Odense                 | Danimarca   | N.D.                      | N.D.               | Tinderbox Festival             |
| 30 giugno 2018 | San Gallo              | Svizzera    | N.D.                      | N.D.               | OpenAir St. Gallen             |
| 2 luglio 2018  | Barolo                 | Italia      | N.D.                      | 18                 | Collisioni Festival            |
| 5 luglio 2018  | Gdynia                 | Polonia     | N.D.                      | N.D.               | Open'er Festival               |
| 7 luglio 2018  | Arras                  | Francia     | Citadelle d'Arras         | N.D.               | Main Square Festival           |
| 9 luglio 2018  | Hérouville-Saint-Clair | Francia     | N.D.                      | N.D.               | Festival Beauregard            |
| 12 luglio 2018 | Aix-les-Bains          | Francia     | N.D.                      | N.D.               | Musilac Music Festival         |
| 14 luglio 2018 | Madrid                 | Spagna      | N.D.                      | N.D.               | Mad Cool Festival              |
| 17 luglio 2018 | Nyon                   | Svizzera    | Plaine de l'Asse          | N.D.               | Paléo Festival Nyon            |
| 19 luglio 2018 | Carhaix-Plouguer       | Francia     | N.D.                      | N.D.               | Festival des Vieilles Charrues |
| 21 luglio 2018 | Parigi                 | Francia     | Ippodromo di Longchamp    | N.D.               | Lollapalooza                   |